# Palača Dečenčoling, Thimphu
Palača Dečenčoling (Dzongkha: བདེ་ཆེན་ཆོས་གླིང་, dechencholing) je v Thimphuju, glavnem mestu Butana, 4 kilometre severno od Tašičho dzonga in 7 km severno od centra mesta.  Leta 1953 ga je zgradil tretji kralj Butana Druk Gjalpo Džigme Dordži Vangčuk.

## Lega
Palača leži na severnem koncu doline Thimphu, na zahodnem bregu reke Thimphu. Dostopna je preko ceste Dechhen Lam, ki poteka vzdolž vzhodnega brega reke Thimphu iz okrožja Yangčenphug, skozi Langjupakha, le nekaj kilometrov pred približevanjem palači. Na poti do palače cesta vodi mimo Kraljeve banketne dvorane, Centra za butanske študije, Centra rezbarstva in nato preide Indijsko posest na drugi strani reke . Južno od palače, na drugi strani reke, je soseska Taba. Palača je obdana z gozdom na vzhodu in zahodu; vzhodni gozd je gostejši in naj bi bil edini listnati gozd v mestu.  Na pobočju v gozdu visoko nad Tabo je Wangchuck Resort, ki se uporablja kot meditacijo.

## Zgodovina
Palača Dečenčoling je bila zgrajena leta 1953 po kronanju tretjega kralja Butana, Druk Gyalpa Džigme Dordži Vangčuk, po smrti njegovega očeta, Druk Gyalpa Džigme Vangčuka, leta 1952.  Tretji kraljev sin Džigme Singje Vangčuk se je rodil 11. novembra 1955. Kasneje je bilo v palači izvedenih sto tisoč Rakšinih ritualov kot koristen obred za javno ustoličenje Džigme Singje Vangčuka leta 1974. 
V tej palači je kot budistična nuna živela pokojna kraljica vdova, babica, Druk Gjalpova mati, Phuntšo Čoden (Ashi Phuntsho Choden), popularno imenovana Gayum Angay Phuntsho Choden Wangchuck. Vendar pa sedanji kralj ni ostal v tej palači, saj je kraljeva rezidenca zdaj v palači Samteling. 
Palača se pogosto uporablja za mednarodne delegacije, zlasti tiste z Indijo. Indijski veleposlaniki redno obiskujejo palačo in razpravljajo o mednarodnih odnosih med Indijo in Butanom. To je tudi prostor za prirejanje kosil in banketov za vodje držav in drugih pomembnih gostov Butana. 

## Zgradba
Palača je tri nadstropna stavba, postavljena sredi dreves vrbe, trate in ribnikov. Razen sedanjega kralja prebivajo tu drugi člani kraljeve družine. Njena arhitektura je v celoti v butanskem tradicionalnem slogu, vključno z notranjo opremo.  Notranja oprema palače naj bi bila obdana v kovino v tehniki repoussé in bel žamet. 
Pokojna kraljica babica, Gayum Phuntšo Čoden Vangčuk je živela v tej palači več let in je imela svojo kapelo, okrašeno s slikami, rezbarijami in svečami, ki so gorele iz skled. Gayum je zaposlila številne ženske v palači, da bi tkale oblačila za moške in ženske, pri čemer so izdelovale narodne kostume. 
Ker palača pogosto gosti mednarodne delegacije, ima svoj helioport, ki omogoča hiter dostop, čeprav v Thimphu ni letališča.
Leta 1957 je kralj Džigme Vangčuk naročil usposobljenemu umetniku z imenom Lam Durlop Dorji iz Bumthanga (Džakar), da odpre šolo za vezenje v palači, da bi na tem področju poučil približno 30 mladih menihov.   Šola je izdelala več opaznih thangka vezenin, predvsem Thongdrel (velike tangke, ki visijo s streh samostanov in dzongov) in druge thangke. Ker je Butan tibetanski budistični narod, se ta šola močno vrti okoli budizma, kar se odraža v njihovem umetniškem delu.